# 凯西·菲茨伦道夫
凯西·菲茨伦道夫（英語：Casey FitzRandolph，1975年1月21日—），美国男子速度滑冰运动员。他曾代表美国获得2002年冬季奥运会速度滑冰比赛男子500米金牌。他也参加了1998年和2006年冬季奥运会。